# Ӥ
Ӥ, ӥ или И с две точки, е буква от кирилицата. Използва се в удмуртския език, където е 13-а буква от азбуката. Обозначава затворената предна незакръглена гласна /i/, като е използваема единствено след непалатализирани зъбни съгласни (д, з, л, н, с, т). В останалите случаи се използва буквата и.

## Кодове
| Буква  | Уникод |
| ------ | ------ |
| Главна | U+04E4 |
| Малка  | U+04E5 |

В други кодировки буквата Ӥ отсъства.